# Never Let Me Go (canción de Florence and the Machine)
«Never Let Me Go» es una canción de la banda británica Florence and the Machine, extraído como el tercer sencillo de su segundo álbum Ceremonials. La canción fue escrita por Florence Welch y Paul Epworth.

## Video musical
El video oficial de la canción fue filmado en una pista de hielo y cuenta con la participación del actor Jamie Campbell Bower, que acompaña a los movimientos de Florence Welch.

## Apariciones en medios
«Never Let Me Go» apareció en la serie de televisión The Vampire Diaries, One Tree Hill, CSI: NY, Nikita y Beauty and the Beast.

## Lista de canciones
Descarga digital y sencillo en 12" limitado
1. «Never Let Me Go»
2. «Never Let Me Go» (Clams Casino Remix)

## Posicionamiento en listas y certificaciones
| Lista (2012)                                | Mejor posición |
| ------------------------------------------- | -------------- |
| Australia (ARIA)                            | 3              |
| Bélgica (Flandes) (Ultratip Bubbling Under) | 15             |
| Bélgica (Valonia) (Ultratip Bubbling Under) | 43             |
| Canadá (Hot 100)                            | 75             |
| Croacia (Airplay Radio Chart)               | 30             |
| Irlanda (IRMA)                              | 73             |
| Israel (Media Forest)                       | 9              |
| Reino Unido (Official Charts Company)       | 82             |

| País      | Organismo certificador | Certificación    | Ventas  |
| --------- | ---------------------- | ---------------- | ------- |
| Australia | ARIA                   | Disco de Platino | 210 000 |